# SN 2010jq
SN 2010jq – supernowa typu Ia odkryta 11 listopada 2010 roku w galaktyce A103636-2728. W momencie odkrycia miała maksymalną jasność 17,20m.